# Mary Peltola
Mary Peltola, nata Sattler (Yup'ik: Akalleq; Anchorage, 31 agosto 1973), è una politica statunitense, rappresentante federale per il distretto at-large (cioè che comprende tutto lo stato) dell'Alaska dal 2022 al 2025.
Dal 1999 al 2009 è stata membro della Camera dei rappresentanti dell'Alaska (sino al 2003 ha rappresentato il 39º distretto, poi il 33º distretto per il resto del suo mandato). Dal 2020 al 2021 è stata giudice della Corte tribale del Consiglio dei nativi di Orutsararmuit.
Il 16 agosto 2022 è subentrata a Don Young come rappresentante dell'Alaska alla Camera dei rappresentanti nelle elezioni speciali del distretto dovute alla scomparsa del parlamentare, superando l'ex governatrice dell'Alaska, la repubblicana Sarah Palin. È il primo membro nativo dell'Alaska al Congresso, la prima donna a rappresentare l'Alaska alla Camera, la prima rappresentante dell'Alaska ad essere nata nello stato e la prima democratica a rappresentare l'Alaska alla Camera dal 1973, quando Young vinse un'elezione speciale per succedere a Nick Begich. 
L'elezione di agosto le ha consentito di completare il mandato incompiuto di Young; si è candidata nuovamente alle elezioni generali di novembre per lo stesso seggio, affrontando nuovamente Sarah Palin, per un ulteriore mandato di due anni. È stata rieletta con il 54,9% dei voti. Alle elezioni generali del 2024 è stata sconfitta dallo sfidante repubblicano Nick Begich III, che ha ottenuto il 51,3% dei voti contro il 48,7% di Peltola. 

## Biografia
Peltola è nata ad Anchorage, in Alaska, nell'agosto 1973. Suo padre, Ward H. Sattler, era un pilota e uomo d'affari che si candidò senza successo per la Camera dei rappresentanti dell'Alaska nel 2004, 2006 e 2008. Peltola ha 10 fratelli. È cresciuta nelle comunità di Kwethluk, Tunttuliak, Platinum e Bethel. Studentessa universitaria, ha lavorato come tecnico di aringhe e salmoni per il Dipartimento di pesce e selvaggina dell'Alaska. Peltola ha studiato educazione elementare presso l'Università del Colorado settentrionale (dal 1991 al 1994) e successivamente ha seguito corsi presso l'Università dell'Alaska Fairbanks (dal 1994 al 1995), l'Università dell'Alaska Southeast (dal 1995 al 1997) e l'Università dell'Alaska Anchorage (dal 1997 al 1998).
Nel 1995, Peltola ha vinto il concorso Miss National Congress of American Indians. Nella competizione, ha eseguito due danze Yup'ik e ha indossato abiti tradizionali tra cui un parka con pelle di scoiattolo, copricapo di capelli di lupo e stivali di caribù.

## Carriera

### Camera dei rappresentanti dell'Alaska (1999-2009)

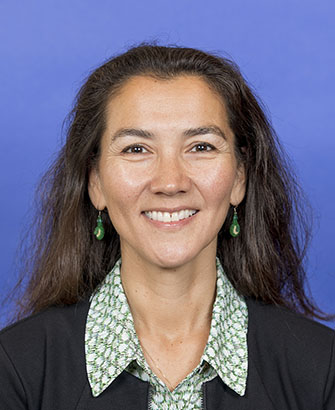
Peltola durante il 117º Congresso

Nel 1996, Peltola è stata stagista della legislatura dell'Alaska. Nello stesso anno si è candidata per un seggio nella regione della Betel, perdendo per 56 voti contro il deputato in carica Ivan Ivan. Peltola ha lavorato come responsabile della campagna per lo sfidante di Ivan, il candidato indipendente Willie Kasayulie, alle elezioni generali. In seguito è stata giornalista.
Nel 1998, Peltola è stata eletta alla Camera dei rappresentanti dell'Alaska, dopo una vittoriosa rivincita contro Ivan nelle primarie democratiche. È apparsa al ballottaggio con il suo cognome da nubile, sebbene all'epoca fosse sposata con Jonathan Kapsner. È stata eletta e rieletta per lo più senza o con un'opposizione minima, con il ritorno di Ivan a sfidarla nelle primarie del 2002.
Alla Camera, Peltola ha fatto parte di vari comitati permanenti, tra cui Finanza, Risorse e Salute e Servizi Sociali. Ha contribuito a ricostruire il Bush Caucus, un gruppo bipartisan di deputati e senatori che rappresentano le comunità rurali in Alaska.

### Carriera recente (2009-2022)
Peltola lavorò come gestore dello sviluppo di comunità e della sostenibilità per la Donlin Creek Mine dal 2008 al 2014; nel 2010, dopo che la senatrice repubblicana in carica Lisa Murkowski perse le primarie nello stato, Peltola la aiutò a gestire la sua campagna write-in. Peltola fu eletta al Consiglio cittadino di Bethel nel 2011, e rimase in carica fino al 2013; dal 2015 al 2017 fu lobbista in Alaska. Dopo il 2016 Peltola fu direttore esecutivo per la Commissione inter-tribale per la pesca del fiume Kuskokwim. Dal 2010 al 2021 fu giudice del tribunale tribale del Consiglio dei nativi di Orutsararmiut.

## Camera dei Rappresentanti degli Stati Uniti (dal 2022)

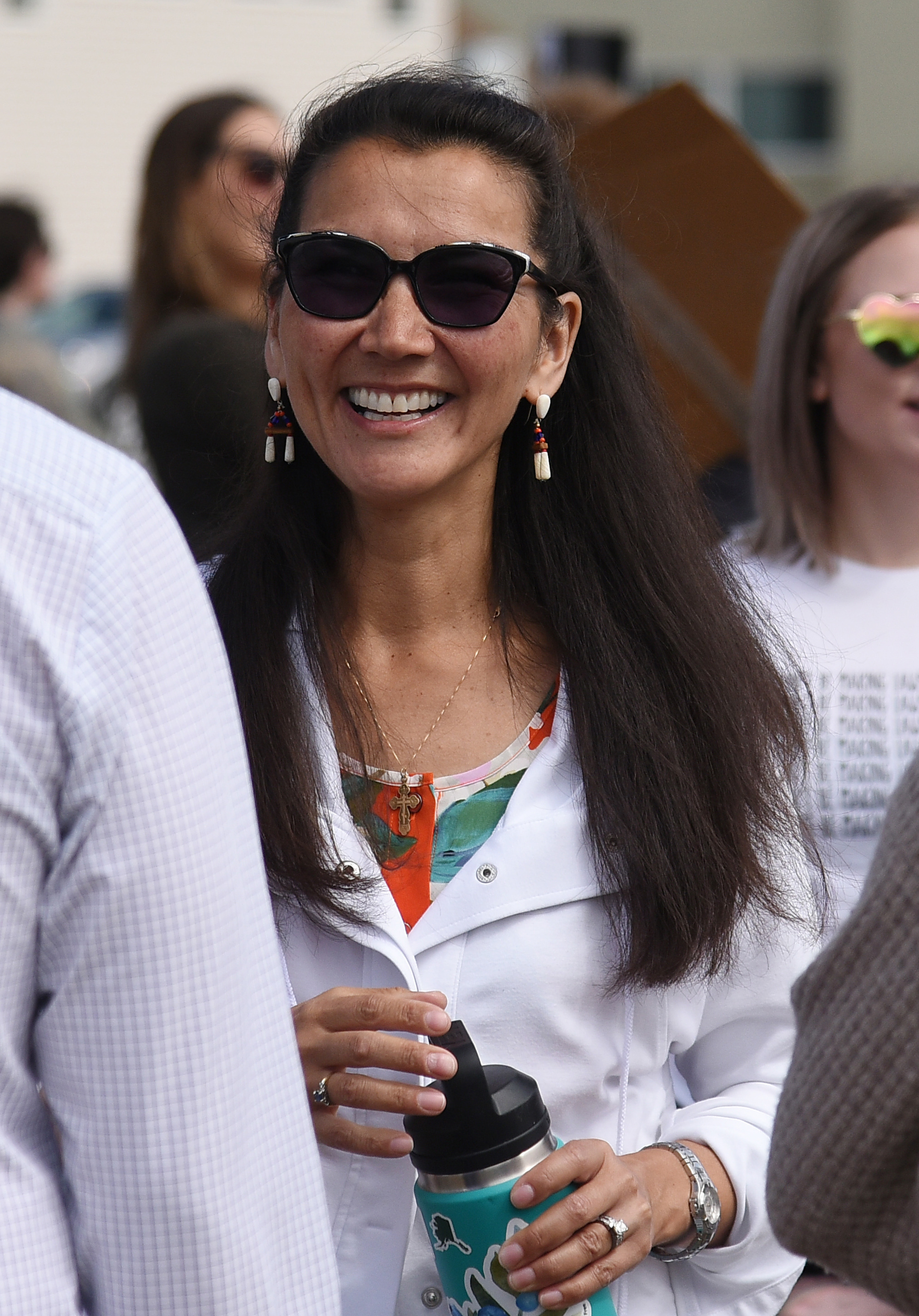
Peltola ad un incontro di Planned Parenthood nel luglio 2022

### Elezioni

#### Elezioni speciali del 2022
Peltola fu una dei tre candidati ad accedere alle elezioni generali, sui 50 che concorsero alle elezioni primarie per succedere a Don Young, e pertanto divenire il quinto rappresentante dell'Alaska alla Camera dei Rappresentanti degli Stati Uniti d'America dall'ingresso dello stato nell'Unione. Il suo nome arrivò quarto alle primarie e pertanto si qualificò per le elezioni, l'unica democratica ad arrivare al voto. Al Gross, un indipendente al terzo posto alle primarie, lasciò la corsa, e Peltola rimase contro due repubblicani, l'ex governatrice Sarah Palin, e Nick Begich III. Gross sostenne Peltola dopo essere uscito dalla gara. Tre elettori dell'Alaska persero una causa contro la decisione di non permettere alla repubblicana Tara Sweeney, arrivata al quinto posto alle primarie, di candidarsi alle elezioni. Sweeney di conseguenza ritirò la propria candidatura. Peltola sconfisse Palin e Begich secondo il sistema in uso, che applica il voto alternativo, arrivando prima con il 51,5% dei voti dopo due riconteggi.

Risultati delle elezioni speciali del 16 agosto 2022

#### 2022

Peltola alla rielezione del novembre 2022

Peltola si candidò ad un mandato completo alle elezioni del 2022. Alle primarie ottenne il 36,8% dei voti, avanzando al primo posto. La senatrice repubblicana dell'Alaska Lisa Murkowski, candidata al suo quarto mandato al Senato degli Stati Uniti, dichiarò alla Federazione dei Nativi dell'Alaska che avrebbe votato per Peltola alle elezioni del 2022. Murkowski disse "Non seguirò la linea del partito solo perché i leader del partito lo chiedono... Il mio dovere primario è verso il popolo dello stato dell'Alaska".
Prima delle elezioni di metà mandato di novembre 2022 Peltola annunciò l'appoggio da parte delle figlie di Don Young, Joni Nelson and Dawn Vallely, oltre all'ex direttore delle comunicazioni di Young, Zack Brown. Vari altri amici e membri dello staff di Young appoggiarono Peltola con una lettera formale. Peltola ricevette poco meno del 49% dei voti come prima scelta, e venne dichiarata vincitrice delle elezioni il 23 novembre, sconfiggendo Sarah Palin con il 55% delle preferenze finali ottenute con il voto alternativo, dopo che i voti che la vedevano come seconda scelta contribuirono ad eliminare Nick Begich III, e furono aggiunti al suo totale.

### Mandato

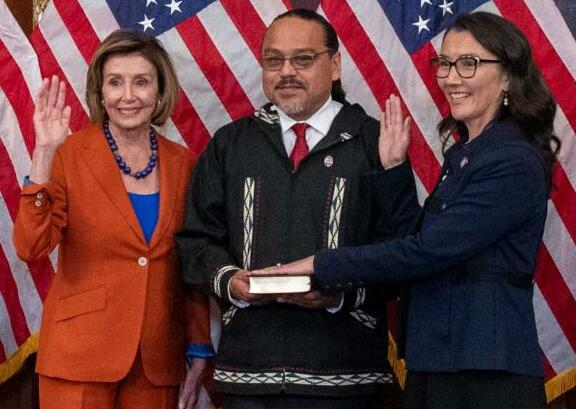
La Speaker della Camera Nancy Pelosi (a sinistra) accoglie il giuramento di Peltola mentre suo marito Gene (al centro) presenzia

Peltola giurò come rappresentante dell'Alaska il 13 settembre 2022. Con il suo giuramento, il Congresso ebbe un nativo dell'Alaska (Peltola), nativi americani (Sharice Davids, Yvette Herrell, Markwayne Mullin e Tom Cole) ed un nativo hawaiano (Kai Kahele) presenti contemporaneamente per la prima volta. Peltola è la quarta donna nativa eletta al Congresso, dopo Davids, Herrell e Deb Haaland.
Il 29 settembre 2022 Peltola presentò la sua prima proposta di legge per creare un Ufficio per la sicurezza alimentare al Dipartimento degli Affari dei Veterani degli Stati Uniti d'America; la legge fu approvata alla CAmera con un voto 376-49.
Durante il dibattito sui lavoratori ferroviari del 2022, Peltola fu una degli otto democratici alla Camera a votare contro una legge che avrebbe imposto un nuovo contratto ai lavoratori ferroviari, nonostante diversi sindacati ferroviari fossero contrari. Affermò che non avrebbe sostenuto un contratto che non includesse indennità di malattia.
Peltola sostiene la concessione a ConocoPhillips per estrarre petrolio nell'ambito del cosiddetto Willow Project, ed ha esortato la Casa Bianca ed il Dipartimento degli Interni ad approvare il progetto, cosa poi avvenuta.
Nel febbraio 2023 Peltola annunciò che aveva scelto Josh Revak, un ex senatore repubblicano dello stato, che aveva concorso contro di lei alle elezioni speciali del 2022, per gestire il suo ufficio in Alaska. Lo staff di Peltola al Congresso comprende anche repubblicani; il suo capo dello staff, Alex Ortiz, fu capo dello staff del suo predecessore Don Young. Nell'aprile 2023 Ortiz lasciò la carica per un incarico all'interno della sua campagna nell'Alaska sud-orientale.

## Vita privata
Peltola risiede a Bethel, Alaska; il suo ultimo marito Gene Peltola era direttore dell'Ufficio regionale dell'Alaska del Bureau of Indian Affairs ed è deceduto il 13 settembre 2023 dopo che l'aeroplano su cui viaggiava è precipitato la sera del 12 settembre. Ha quattro figli e tre figliastri. Peltola è un membro tribale dell'Orutsararmiut Native Council. È membro della Chiesa ortodossa russa in Alaska.